# Zeuxine blatteri
Zeuxine blatteri är en orkidéart som beskrevs av Cecil Ernest Claude Fischer. Zeuxine blatteri ingår i släktet Zeuxine och familjen orkidéer. Inga underarter finns listade i Catalogue of Life.